# TaxiAgent
TaxiAgent je aplikace pro chytré mobilní telefony nebo tablety, která nabízí snadnější objednání a lepší výběr vozů taxi.
Tato aplikace zákazníkům přímo na displeji zobrazí podrobné informace o čase příjezdu, sazbě i celkové ceně jízdy, řidiči (muž / žena, jazyky kterými hovoří, fotka) a vybavení vozu (kuřácký / nekuřácký vůz, klimatizace, dětská sedačka různých kategorií, wifi, velký zavazadlový prostor, odvoz kočárků, apod.). Umožňuje mezi vozy filtrovat dle různých kritérií a vybraný taxík objednat jedním klikem na displeji chytrého mobilního telefonu nebo tabletu.